# かかし朝浩
かかし 朝浩（かかし あさひろ、1974年 - ）は、日本の漫画家。秋田県出身。男性。代々木アニメーション学院卒業。
円英智のアシスタントを経て、1997年、「コミックドルフィン」（司書房）掲載『エロ研』でデビュー。「コミックガム」（ワニブックス）で連載した『暴れん坊少納言』以降は、一般向けと成人向け作品を並行で執筆している。

## 一般向け作品

### 連載中
- 蜘蛛ですが、なにか?（原作：馬場翁、キャラクターデザイン：輝竜司、『ヤングエースUP』2016年 - 連載中、KADOKAWA刊、角川コミックス・エース、既刊15巻）

### 連載終了
- ふぁにーふぇいす（『コミックガム』連載、2003年 - 2005年、ワニブックス刊、ガムコミックス、全3巻）
- 暴れん坊少納言（『コミックガム』連載、2007年 - 2010年、ワニブックス刊、ガムコミックス、全7巻）
- ムジカ - （『コミックバーズ』連載、2013年 - 2014年、幻冬舎コミックス刊、バーズコミックス、全3巻）

### 構成担当
- プリンセスコネクト！Re:Dive（原作：Cygames、作画：ヱシカ/ショーゴ、『サイコミ』2018年連載、全2巻）
- 狼は眠らない（原作：支援BIS、作画：新川権兵衛、『ヤングエースUP』2019年 - 2020年連載、KADOKAWA刊、角川コミックス・エース、全3巻）

### ショートコミック
- 宇宙英雄フレッシュ・ドージン（コアマガジン『コミックジャンキーズ』Vol.4掲載、1998年）
- ロングウェイホーム - （ジャパンミックス『PUREGIRL』連載、1998年）
- カバー下まんが - （コアマガジン『キュートプラス』掲載、1998年）
- ロングロングウェイホーム（ビブロス『Colorful PUREGIRL』連載、2002年1月刊、大都社、ダイトコミックス、全1巻） - 『ロングウェイホーム』の続編。
- 対戦依存（ビブロス『Colorful COMIC PUREGIRL』連載、2002年）
- 大丈夫なんですか!?（シュベール出版『COMIC零式』掲載、Vol.41、Vol.43、2002年）
- ローライフキング（洋泉社『オトナアニメ』掲載、Vol.1 - Vol.3、Vol.5、2006年）
- 実録脱力麻雀戦記 ヘボからの脱出（司書房『コミックドルフィン』連載、2006年9月刊、桃園書房、トーエンコミックス、全1巻）

### 読切
- 必殺女医 李梅夜（リバイヤ）さん（『ヤングガンガン』掲載、2005年、スクウェア・エニックス）
- 銃腕機（GUN ARM）（『コミックガム』2000年10月号掲載、ワニブックス） - 広川犬介[1][2]との合作。
- 落姫（『コミックヴァルキリー』2006年7月号掲載、キルタイムコミュニケーション）
- 極道スイーツ（『コミックバーズ』2011年4月号掲載、幻冬舎コミックス）
- 少女囚サバト（『コミックバーズ』2012年2月号掲載、幻冬舎コミックス）

### その他
- パソパラチャット - 1998年頃、メディアックス。吉島和彦の連載記事「オタク国勢調査」カット担当。
- SEED Club - 2006年頃、サンライズ。『機動戦士ガンダムSEED』公式携帯サイト[3]。投稿コーナー「たね奉行所」カット担当。
- STUDIO VOICE - 2008年2月号、INFAS。特集記事「「ジャンプ」ギャグの系譜『ハレンチ学園』から『銀魂』まで!」対談。

## 成人向け単行本
- エロ研（『コミックドルフィン』『COMICラッツ』連載、1997年12月刊、司書房、ツカサコミックス）
- 原罪病棟（『COMICラッツ』連載、1998年12月刊、司書房、ツカサコミックス）
- 全裸の王女（『COMICラッツ』連載、1998年10月刊、司書房、ツカサコミックス）
- 彼女 -あのおんな-（『コミックライズ』連載、2000年2月刊、メディアックス、MDコミックス）
- 病院行け!!（『ヤングヒップ』連載、2001年5月刊、ワニマガジン、全1巻） - 指定マークなし。
- ブッ契りラヴァーズ（『ヤングヒップ』連載、2002年4月刊、ワニマガジン、全1巻） - 指定マークなし。
- エロ研完全版（2002年7月刊、シュベール出版、零式コミックスコンパクト） - 司書房版にスピンオフ作品『餓娘伝』全2話（コアマガジン『漫画ホットミルク』1998年7月号、1999年2月号掲載）を追加。
- 女偏 おんなへん（2005年12月刊、司書房、ツカサコミックス）
- いぬ少女（2006年7月刊、FOX出版、FOXコミックス）
- ドM改造計画（2012年2月刊、一水社、いずみコミックス）
- ドM家族計画（2013年3月刊、一水社、いずみコミックス）
- 女神の催園 ニートだけどハーレム作るよ!（2014年12月刊、一水社、いずみコミックス）
- JKをおしえて（2017年1月刊、メディアックス、MDコミックスNEO）

## その他
- 初期の成人向け漫画では「かかしあさひろ」名義で執筆していた。同業者である女性漫画家・水尾ろむと親交があり[4]、助っ人となることもしばしばあった[5]。